# Theatinusok
Theateiek, vagy theatinusok (Clerici regulares Theatini,  Cajetani) – szabályozott katolikus kanonokrend.

## Története
A rendet 1524 vagy 1526-ban Thienei Szent Kajetán, Caraffa János Péter theatei püspök (később IV. Pál néven pápa), Consiglieri Pál és Colle Bonifác alapította Rómában a papság és nép megjavítása céljából. 1524. június 25-én VII. Kelemen pápa is megerősítette ellátva, egyúttal a laterani kanonokrend kiváltságaival is. 
A rend szabályai igen enyhék voltak; ruhájuk közönséges fekete papi habitus, melyhez fehér harisnyát viseltek. A rendnek még a 20. század elején is voltak rendházai Rómában, Nápolyban, Messinában, Bolognában és Firenzében. Hasonló néven két női zárda is alakult, amelyeket Benincasa Orsolya alapított 1593-ban és 1618-ban, de az egyházra nézve kisebb fontossággal bírtak.